# Иванов, Александр Александрович (поэт, 1936)
Алекса́ндр Алекса́ндрович Ивано́в (9 декабря 1936, Москва — 12 июня 1996, там же) — советский и российский поэт-пародист, бессменный ведущий первой версии телепередачи «Вокруг смеха» (1978—1991).

## Биография
Родился 9 декабря 1936 года в Москве в семье художника.
В 1960 году окончил факультет рисования и черчения Московского заочного пединститута. Работал преподавателем черчения и начертательной геометрии.
В 1962 году началась его творческая карьера. Перу Иванова принадлежит целый ряд статей, памфлетов, заметок.
В 1960-х с хрущёвской оттепелью произошло возрождение жанра литературной пародии (Юрий Левитанский, Лазарь Лазарев, Бенедикт Сарнов, Станислав Рассадин, Виктор Ардов, Зиновий Паперный и др.).
Александр Иванов первым назвал себя профессиональным поэтом-пародистом. С появлением в 1967 году нового формата «Литературной газеты» он стал постоянным автором юмористического отдела «Клуб 12 стульев».
В 1970 году его приняли в члены Союза писателей. Александр Иванов много лет выступал на эстраде со своими сатирическими произведениями, сыграл несколько небольших ролей в кино, например, в детском фильме «Тайна железной двери».
В 1971 и 1976 годах был удостоен премии «Золотой телёнок».
В 1980 году женился на Ольге Заботкиной, балерине, солистке Ленинградского театра оперы и балета им. Кирова, и переехал к ней в Ленинград. Вскоре был назначен ведущим телепередачи «Вокруг смеха», и Заботкиной пришлось покинуть сцену, переехать в Москву и стать секретарём мужа.
Жил на Ленинском проспекте, дом 2а; улице Стромынке, дом 5; в 1980-е годы — на улице Черняховского, дом 5; на Ленинградском проспекте, дом 60а.
В 1993 году подписал «Письмо сорока двух».
После 1993 года уехал с женой жить в Испанию. В канун президентских выборов 1996 года ненадолго вернулся один в Москву для выступления на митинге в поддержку Ельцина.
Александр Иванов всю жизнь боролся, но так и не смог победить зависимость от алкоголя. Он скончался 12 июня 1996 года в Москве после обширного инфаркта, вызванного алкогольной интоксикацией, не дожив полгода до своего 60-летия. Похоронен на Введенском кладбище (4 уч.).
Александр Иванов много писал «в стол». Позже выяснилось, что бесследно исчез его личный архив, в котором были неизвестные публике лирические стихи.

## Некоторые пародии
- «Бег внутри» (на стихотворение Льва Смирнова «Ода бегу»)
- «Воздаяние» (на Петра Вегина)
- «Вопрос без ответа» (на Евгения Евтушенко)
- «Высокий звон» (на Валентина Сидорова)
- «Заколдованный круг» (на Юрия Ряшенцева)
- «Красная Пашечка» (на Людмилу Уварову)
- «Мой пёс и я» (на Владимира Кострова)
- «Не до Европ» (на стихотворение Ольги Фокиной «Мне рано, ребята, в Европы»)
- «Обучение устному» (на Сергея Макарова)
- «Он может, но…» (на Николая Доризо)
- «Они студентами были» (на одноимённое стихотворение Эдуарда Асадова)
- «Посвящение Ларисе Васильевой» (на стихотворение Ларисы Васильевой «Посвящение Александру Иванову»)
- «Писание и дыхание» (на Николая Доризо)
- «Поэт и табурет» (на Льва Озерова)
- «Поэтический бредняк» (на Игоря Григорьева)
- «Призыв» (на Григория Корина)
- «Разговор» (на Римму Казакову)
- «Рассказ новобрачного» (на Владимира Высоцкого)
- «Реплика пародиста» (на Сергея Давыдова)
- «Рок пророка» (на Вадима Рабиновича)
- «Смешенье и сплетенье» (на Михаила Анчарова)
- «Стоеросовый дубок» (на Владимира Гордейчева)
- «У подножья Машука» (на Валентина Сорокина)
- «Уход Фонякова из дома рано утром по своим делам» (на стихотворение Ильи Фонякова «Уход Льва Толстого из Ясной Поляны»)

## Критика
Лингвист Наталья Еськова отмечала «филологическую неискушённость», проявлявшуюся, по её мнению, в целом ряде стихотворных пародий Александра Иванова. Слово облак в стихотворении Валентина Сидорова, на которое Иванов отреагировал пародией, заканчивающейся строкой «Велик могучим русский языка», можно часто встретить в русской поэзии XIX—XX веков. На это обратил внимание и литературный критик Владимир Бушин в своём письме к Иванову, приведя примеры из стихотворений Жуковского и Пушкина.

## Пародии
- Литературные пародии на Александра Иванова писали Григорий Горин[9] и Лион Измайлов[10].
- На эстраде Александра Иванова пародировали Геннадий Хазанов[11] (автор пародии — Аркадий Хайт), Николай Лукинский[12] (автор пародии — Лион Измайлов), Карен Аванесян[13] (автор пародии — Георгий Териков) и другие.

## Роли в кино
- 1970 — Тайна железной двери — милиционер-регулировщик
- 1984 — Прохиндиада, или Бег на месте — камео
- 1989 — Две стрелы. Детектив каменного века — Длинный